# Sílvia Parera i Carrau
Sílvia Parera i Carrau (Mataró, 5 de setembre de 1969), és una nedadora olímpica als Jocs Olímpics de Seül 88, Barcelona'92 i Atlanta'96.

## Activitat professional
Ha estat nedadora del Centre Natació Mataró i ha participat en tres edicions dels Jocs Olímpics d'estiu. El 1988, als Jocs de Seúl va quedar en 18a posició en els 200 metres braça i en la 21a en els 200 metres estils, on va establir un nou rècord d'Espanya. Quatre anys més tard, als Jocs de Barcelona va quedar finalista B en 200 i 400 estils, establint el rècord estatal en les dues proves. Finalment, als Jocs d'Atlanta va ser finalista B en 200 estils.
Altres campionats
Pel que fa a altres campionats, va participar en dos Campionats del Món, Madrid'86 i Roma'94, on va ser finalista B en 200 i 400 estils. També va prendre part en cinc Campionats d'Europa: el d'Strasbourg'87, el de Bonn'89, on va ser finalista B en 200 estils, Atenes'91, on va ser finalista B en 200 estils, i Shefield'93. En aquest darrer va obtenir una medalla de bronze en 200 estils i va acabar en 5a posició en 400 estils, establint dos nous rècords estatals en les dues proves.
Al Campionat del Món de natació en piscina curta de 1993, celebrat a Palma, va acabar en setena posició en 400 estils i en vuitena en 200 estils. Dos anys més tard, al de Rio de Janeiro, ser finalista B en 200 i 400 estils. El 1996 va ser igualment finalista B en 200 esquena i 200 estils al Campionat d'Europa de natació en piscina curta de Rostock.
Parera també va prendre part en tres ocasions als Jocs del Mediterrani. El 1997, a Latakia, va obtenir un diploma en la prova de relleus de 4x100 metres estils; el 1991, a Atenes, va guanyar la medalla de plata en els 200 metres estils; i el 1993, a Narbonne, va revalidar la medalla de plata en 200 metres estils i va obtenir la mateixa medalla en els 400 estils.
Finalment, va participar en quatre Copes Llatines: la de Buenos Aires (1987), guanyant la medalla de bronze en els relleus de 4x100 metres estils, la de Mèxic (1990), on va ser campiona en la prova dels 200 estils, la de Florència (1993), on va guanyar les proves de 200 i 400 estils, i la de Bello Horizonte (1995).